# Tony Krantz
Tony Gösta Clarence Krantz, född 22 maj 1965 i Stockholm, är en svensk filmproducent.
Tony Krantz är son till skådespelaren Gösta Krantz.

## Producent
- 2007 - Iskariot
- 2018 - Viking Destiny

## Produktionsledare
I urval
- 2003 - Talismanen
- 2000 - Dykaren
- 1999 - Svar med foto
- 1998 - Glasblåsarns barn
- 1997 - Under ytan